# Ana Rosa Tornero
Ana Rosa Tornero (1907-1984) là một nhà văn, nhà báo, giáo viên, nhà cải cách xã hội và một nhà nữ quyền người Bolivia. Cô đã xuất bản tạp chí nữ quyền đầu tiên ở Bolivia và là một trong những người sáng lập tổ chức nữ quyền đầu tiên ở nước này.

## Tiểu sử
Ana Rosa Tornero được sinh ra ở Bolivia vào năm 1907.  Bắt đầu từ những năm 1920, Tornero đã giảng dạy và chỉ đạo các trường công lập ở Cochabamba và La Paz, nơi cô làm giáo sư triết học và thư từ. Đồng thời cô là biên tập viên của tờ báo El Norte. Sau đó, cô làm biên tập viên của El Diario de La Paz. Cô cũng được ghi nhận xuất bản tạp chí nữ quyền đầu tiên ở La Paz, lý tưởng Femenino vào tháng 8 năm 1922. Đầu những năm 1920, cô kết hôn với nhà giáo dục Roberto Bilbao la Vieja và có một con trai, người cũng được đặt tên là Roberto và cũng trở thành một giáo viên.
Năm 1923, María Sánchez Bustamante đã tổ chức nhóm nữ quyền đầu tiên ở Bolivia El Ateneo Femenino với mục tiêu đạt được sự bình đẳng dân sự và chính trị cũng như thúc đẩy sự phát triển nghệ thuật của họ. Thành viên Hiến chương là nghệ sĩ, nhà báo, giáo viên và nhà văn và bao gồm Leticia Antezana de Alberti, Elvira Benguria, Fidelia Corral de Sánchez, Marina Lijerón (người sau này sẽ kết hôn để Betachini), Julia Reyes Ortiz de Canedo, Ema Alina Palfray, Emma Pérez de Carvajal, María Josefa Saattedra, Ana Rosa Tornero de Bilbao la Vieja, Ana Rosa Vásquez và Etelvina Villanueva y Saattedra. Họ đã tổ chức tạp chí riêng của họ " Eco Femenino ". Từ khi thành lập, Tornero đã điều hành tạp chí in các bài viết văn học và các bài báo về nữ quyền.
Vào những năm 1920, một nhóm trí thức đã thành lập một nhóm có tên La Brasa để khám phá khái niệm về chủ nghĩa Mỹ. Nó ban đầu được hình thành ở Santiago del Estero Argentina. Tornero, là thành viên của Liên minh Cách mạng Phổ biến Hoa Kỳ (APRA), có mục tiêu tương tự và tập trung vào cải cách ruộng đất, quyền bản địa và bảo tồn văn hóa. Tornero được các thành viên La Brasa mời tham gia vào một số bài đọc thơ vào năm 1928 tại Santiago del Estero và La Banda. Năm 1929, El Ateneo Femenino đã tổ chức Đại hội nữ quyền đầu tiên, được tổ chức tại La Paz. Tornero là một trong những người lãnh đạo của Đại hội. Chương trình nghị sự được thông qua vào cuối cuộc họp là một trong những giải phóng dân sự, kinh tế và chính trị, đặc biệt kêu gọi quyền có chứng minh nhân dân, định đoạt tài sản, có quyền bình đẳng với tư cách làm cha mẹ và quyền bầu cử của phụ nữ.
Vào đầu những năm 1930, Tornero đã đóng một vai trò quan trọng trong Chiến tranh Chaco trong việc thu hút quyên góp qua Radio Illimani và cô làm tình nguyện viên cho Hội Chữ thập đỏ Bolivia. Cô mạo hiểm tham gia bộ phim vào thời điểm này, nhưng đó là một cuộc phiêu lưu ngắn. Tornero đóng vai chính trong bộ phim của đạo diễn Jose María Velasco Maidana, Wara Wara (1930) với Luis Pizarroso Cuenca. Sau khi một cảnh được quay với nụ hôn giữa hai ngôi sao, là thành viên của nhóm kịch Ateneo de la Juventud (Tuổi trẻ Ateneo) Tornero, Tornero từ chối tiếp tục. Lo sợ bộ phim sẽ gây tổn hại không thể khắc phục cho danh tiếng của mình, cô đã từ bỏ bộ phim và tố cáo nó, buộc đạo diễn phải tìm một diễn viên mới. Sau đó, nó đã được phát hành với Juanita Taillansier trong vai chính.